# Fondation Jean-Jaurès
 (mars 2024).
- Si vous ne connaissez pas le sujet, laissez ce bandeau (vous pouvez alors contacter les auteurs).
- Si vous supprimez le contenu mis en cause (vous pouvez préalablement contacter les auteurs),

argumentez précisément cette suppression dans la page de discussion
(un manque de référence n'est pas un argument ; une recherche réelle de référence doit avoir été effectuée, être formellement documentée).
La Fondation Jean-Jaurès est une fondation reconnue d'utilité publique créée en 1992 par l'ancien Premier ministre socialiste Pierre Mauroy avec le soutien de la Première ministre Édith Cresson avant la déroute du Parti socialiste (PS) aux élections législatives de 1993.
Créée 78 ans après la mort de Jean Jaurès et 41 ans après celle de son dernier enfant, elle n'a aucun lien avec sa famille ni avec le quotidien qu'il a fondé, L'Humanité.
Présidée depuis 2022 par l'ancien Premier ministre socialiste Jean-Marc Ayrault, la Fondation Jean-Jaurès est parfois considérée comme proche du PS et parfois, en particulier depuis 2017, comme proche de La République en marche. Elle a reçu à partir de cette année-là d'importantes subventions gouvernementales, puis a participé fin 2021 au lancement du comité de soutien national pour la campagne présidentielle d'Anne Hidalgo.

## Histoire

### Liens avec le Parti socialiste depuis 1992
La fondation a été reconnue d’utilité publique par décret de la Premier ministre Édith Cresson à sa création en février 1992[source insuffisante]. Alors que le concept de « fondation politique » n’existe pas encore en France, Pierre Mauroy, premier secrétaire du PS, souhaitait que celui-ci se dote, à l’instar des autres partis socialistes européens, d’un outil de promotion de la démocratie et de rayonnement de l’expérience socialiste française.

### Difficultés en 2017
Le budget provisoire voté en 2016 était de 2,73 millions d'euros. La Fondation bénéficiait alors de subsides versés par les présidences des deux Assemblées et les groupes parlementaires socialistes par le biais de la réserve parlementaire, supprimée après l'élection d'Emmanuel Macron. Le directeur général adjoint de la Fondation, Laurent Cohen, envisage alors « une perte sèche de 300 000 euros ». Depuis 2017, le budget de la Fondation Jean-Jaurès n'a pas bénéficié d'une augmentation de subventions publiques,.
En mai 2016, un peu avant la présidentielle, la fondation s'exprime en faveur de l'idée d'un revenu universel de base de 750 euros par mois.

### Liens avec le parti d'Emmanuel Macron depuis 2017
Le rapprochement entre la Fondation Jean Jaurès et La République en Marche est signalé par le magazine Le Point dès 2017.
Bien qu'historiquement proche du Parti socialiste, la Fondation Jean-Jaurès est ensuite également en « excellents termes » avec La République en marche, estime Grégory Rzepski du Monde diplomatique en 2019. Le directeur général Gilles Finchelstein a été critiqué au PS pour avoir pris la parole au nom de la fondation, lors d'une réunion des parlementaires de La République en marche, en juin 2017. « Nous ne nous situons pas par rapport à un parti ou un homme, mais par rapport à des valeurs et des idées », a-t-il répliqué lors d'un colloque début septembre 2017 dans son discours de clôture, en estimant que la Fondation était « indépendante, européenne, et social-démocrate ».
Gilles Finchelstein travaille pour l'agence publicitaire Havas Worldwide, qui selon Mediapart « représente les trois quarts de ses activités » et a continué à s’infiltrer dans la machine politique, en « jetant son dévolu sur Emmanuel Macron », bien avant son élection, « pour être depuis 2017 installée au cœur même du pouvoir ».
Un des bureaux de la fondation fut occupé longtemps par Ismaël Emelien, devenu en 2017 conseiller spécial d'Emmanuel Macron. Selon Le Monde, Ismaël Emelien a longtemps côtoyé Gilles Finchelstein, pour le compte de Dominique Strauss-Kahn puis à l’agence Havas. D'autres dirigeants de la Fondation Jean-Jaurès se disent « distincts sans être distants » de ceux de La République en marche.

## Organisation

### Présidents
- (1992-2013) Pierre Mauroy, Premier Ministre (1981-1983), fondateur et premier président de la fondation, ne l'a quittée qu'à son décès en 2013.
- (2013-2022) Henri Nallet, Ministre de l'Agriculture (1985-1986), a dirigé d'autres ministères socialistes de 1988 à 1992.
- (2022-) Jean-Marc Ayrault, Premier ministre (2012-2014).

### Directeurs généraux
- (2000-2018) Gilles Finchelstein est directeur général, tout en travaillant pour l'agence publicitaire Havas Worldwide[14].
- (2018-2022) Jean-Marc Ayrault, secrétaire général de la Fondation Jean-Jaurès depuis janvier 2018, il en devient président le 15 novembre 2022.
- (2022-) Laurent Cohen, qui était le directeur général adjoint, et Jérémie Peltier, qui était directeur des études, deviennent codirecteurs généraux[18].

### Siège et archives
La Fondation Jean-Jaurès a entreposé les documents de l'histoire contemporaine du Parti socialiste dans un « Centre d'archives socialistes (CAS) », hébergé au no 6 de la cité Malesherbes, dans le 9e arrondissement de Paris. Il est chargé de collecter et conserver les archives du mouvement socialiste, avec traitement informatisé, organiser des colloques et séminaires et diffuser des textes historiques ou de contributions originales. Thierry Mérel, diplômé en archivistique, y surveille 1 500 mètres linéaires dont environ « 16 000 ouvrages » et « 2 000 affiches ».

### Observatoires
En 2014, la Fondation Jean-Jaurès fonde un Observatoire des radicalités politiques, co-dirigé par Jean-Yves Camus et Frédéric Potier auquel participent des journalistes, historiens et sociologues, tels Rudy Reichstadt, Nicolas Lebourg, Joël Gombin ou Sylvain Crépon. Ces membres nient toute orientation partisane.
En 2021, l'Observatoire des médias est lancé, et dirigé par le journaliste David Medioni.
Chloé Morin anime l'Observatoire de l’opinion jusqu'en 2020 Antoine Bristielle lui succède la même année. Amandine Clavaud, est responsable Europe au secteur international et directrice de l'Observatoire Égalité femmes-hommes. Jérémie Peltier a été nommé en juillet 2017, directeur des études de la Fondation.
Un Observatoire de l'éducation dépend aussi de la Fondation Jean-Jaurès. Quelques semaines après l'assassinat le 16 octobre 2020 à Conflans-Sainte-Honorine, dans les Yvelines du professeur d’histoire-géographie Samuel Paty, il a lancé un "baromètre sur les enseignants", qui a publié en juillet 2021 une étude, réalisée avec l'Institut de sondages Ifop.

## Budget
Les locaux ont été agrandis de deux étages acquis dans un immeuble voisin en 2006. Le budget provisoire voté en 2016 était de 2,73 millions d'euros.
En 2016, la fondation a reçu 230 000 € de subvention au titre de la réserve institutionnelle de la présidence de l'Assemblée nationale, dont le président était Claude Bartolone, dans le cadre de la réserve parlementaire. En 2017, ce montant était sept fois plus élevé : la fondation a reçu 1,69 million d'euros de l’État, sur décision du chef de cabinet du Premier ministre. En 2018 et 2019, la Fondation a perçu 1,2 million d'euros de la part des subventions du Premier ministre.

## Études
- Si vous ne connaissez pas le sujet, laissez ce bandeau (vous pouvez alors contacter les auteurs).
- Si vous supprimez le contenu mis en cause (vous pouvez préalablement contacter les auteurs),

argumentez précisément cette suppression dans la page de discussion
(un manque de référence n'est pas un argument ; une recherche réelle de référence doit avoir été effectuée, être formellement documentée).

### Complotisme, 2018
L'enquête d’opinion est réalisée par questionnaire auto-administré en ligne. Les personnes interrogées sont âgées de plus de 18 ans et représentatives de la population française. Elles doivent donner leur avis sur des thèmes considérés comme complotistes tels que « la consultation de l’horoscope, le doute sur la "version officielle" de l’attaque de Charlie Hebdo ou l’adhésion à l’idée que l’homme ne serait pas allé sur la Lune ».
Selon les résultats de l'enquête, 79 % des Français adhérent à au moins une « théorie du complot ». 25 % des Français adhèrent à plus de cinq théories complotistes, 9 % à quatre théories, 13 % à trois théories, etc. Une rumeur récente serait selon le sondage particulièrement populaire, recueillant 55 % d'adhésions, rumeur selon laquelle « le ministère de la Santé est de mèche avec l’industrie pharmaceutique pour cacher au grand public la réalité sur la nocivité des vaccins ». Rudy Reichstadt explique qu'il a choisi pour ce sondage les thèses conspirationnistes les plus répandues.
Plusieurs médias français rendent compte de l'enquête en présentant ses résultats comme inquiétants. D'après France 24, « l'étude de l’Ifop dresse le portrait d’une France très friande de théories du complot ». La Fondation Jean-Jaurès juge toutefois que le pays « penche plutôt du côté des non-complotistes ».
Arnaud Mercier, professeur en communication à l’Institut français de presse, confirme que les jeunes ont toujours plus remis en cause les théories officielles que leurs aînés, surtout depuis l’avènement des réseaux sociaux. Il juge aussi que leur esprit critique peut être exploité par des « marchands du doute » à des fins électorales.

#### Critiques de l'étude
Pour le chercheur Arnaud Mercier, les « théories du complot » testées dans l'étude ne relèvent pas toutes à proprement parler du complotisme : ainsi par exemple, croire que « la Terre est plate » n'est pas du même ordre que le fait de croire à l'implication de la CIA dans l'assassinat de John Kennedy, car l'affaire de l'assassinat de J. Kennedy n'a pas été entièrement élucidée. De même, indique ce chercheur, la croyance dans l’horoscope ne mobilise pas les mêmes ressorts psychologiques et cognitifs que le refus d'admettre le réchauffement climatique. Arnaud Mercier estime que l'enquête contribue au brouillage des repères.
Hadrien Mathoux de Marianne, ainsi que Martin Clavey, journaliste scientifique et Jean-Michel Dumay critiquent également la méthodologie du sondage. L'enquête ne fait pas de différence, écrivent-ils, entre les sondés qui connaissaient les théories du complot et ceux qui les découvrent au moment d'être interrogés ; ces derniers n'ont pas eu le temps de la réflexion. Il est également reproché à la formulation de certaines questions d'entraîner l'adhésion à une théorie du complot de la part de personnes non « complotistes ». Est aussi critiqué le fait que les sondés n'ont pas eu la possibilité de répondre « Je ne me prononce pas », ce qui créerait une polarisation : il y aurait ceux « qui y croient » et ceux « qui n'y croient pas », les premiers étant automatiquement rangés dans la case « complotiste ». De plus, le sondage mélange les croyances (« la Terre est plate »), les sujets ayant fait l'objet de débats, et les théories réellement complotistes.
En 2018, le chercheur Baptiste Campion publie une étude sur le sondage et sa réception dans La Revue nouvelle. Selon lui l'hétérogénéité des questions du sondage qui mêlent des croyances « extravagantes » (« la Terre est plate ») et d'autres plus acceptables socialement, comme la mise en cause des lobbys, entretient le flou autour dudit « complotisme ». Enfin, l'opposition binaire du « vrai » et du « faux » évacue des processus psychologiques complexes qui peuvent entraîner une croyance infondée pour des raisons autres qu'un penchant au complotisme, ou une non-croyance pour des motifs irrationnels. Baptiste Campion conclut sur le fait que si le sondage était intéressant dans son principe, sa mise en œuvre problématique, la volonté d'étiquetage dont il procède, l'ont rendu inutilement clivant et contre-productif.
Dans une étude de 2021, le chercheur Didier Fassin dénonce une enquête sensationnaliste qui gonfle artificiellement le nombre de complotistes, et affirme que les analyses mettant en évidence dès 2018 les faiblesses méthodologiques de ce sondage n'ont pas été suffisamment prises en considération ; l'enquête aurait réussi à imposer l'idée d'une société particulièrement vulnérable à des « schémas invisibles et inquiétants ». Paradoxalement, dit-il, « au moment même où l'enquête était officiellement censée alerter sur les dangers de la croyance en des faits alternatifs, elle participait elle-même, avec l’aide des grands médias, à la production d'une actualité douteuse et même d'un climat complotiste ». Didier Fassin reproche aussi à ce sondage qu'il juge peu fiable d'avoir pointé du doigt les catégories pauvres et peu instruites de la population comme étant particulièrement réceptives aux théories paranoïaques.
En 2021 également, les chercheurs Julien Giry et Emmanuel Kreis écrivent : « un exemple emblématique de l'usage « fourre-tout » de la catégorie « théorie(s) du complot » nous est fourni par un sondage réalisé en 2018 par l’IFOP pour le compte de la Fondation Jaurès et du site Conspiracy Watch, blog puis site visant à combattre les « théories du complot ». ». Il convient selon eux de ne pas mettre sur le même plan la conspiration comme « système idéologique » d'une part, et d'autre part, les fausses informations, les rumeurs, le radicalisme politique, le fanatisme religieux, etc.. L'enquête, qui a inspiré des titres alarmistes dans les médias, repose selon eux sur une méthodologie critiquable.

### Complotisme et Gilets jaunes, 2019
Quelques semaines après l'essor du mouvement des Gilets jaunes, la FJJ lance une étude sur le sujet, publiée ensuite en janvier 2019 sous forme de note, rédigée par le journaliste Roman Bornstein en s'appuyant, en partie, sur un questionnaire diffusé au sein de groupes Facebook de gilets jaunes. L'étude affirme que seulement 48 % des gilets jaunes estiment que l'attentat de Strasbourg du 11 décembre 2018, a bien été perpétré par Chérif Chekatt, contre 65 % des Français en général, et se base dessus pour affirmer que le mouvement des Gilets jaunes est « complotiste ».

#### Critiques de l'étude
Selon France Culture, c'est une « hypothèse que dessine la Fondation Jean Jaurès », plus qu'un portrait méthodologiquement étayé, dans son étude. La démarche laisse la place à la méthode de l'« hypothèse », a aussi observé un article dans Libération, consacré à cette « note dont les conclusions divisent » et qui « s'intéresse surtout à Maxime Nicolle, alias Fly Rider, et Eric Drouet figures des gilets jaunes très actives sur les réseaux sociaux », car l'auteur a beaucoup « travaillé à partir de leurs lives Facebook ». Bien qu'eux-mêmes se revendiquent « apolitiques », la Fondation Jean-Jaurès estime que Drouet est un « factieux », observe Libération. La journaliste Aude Lancelin, directrice de publication du Média, a qualifié à cette occasion la FJJ de « gauche antisociale » et fustigé son besoin de désigner comme « ennemis publics » les deux gilets jaunes, animateurs d'un mouvement « qui lui échappe sur le terrain ».
Le site d'information Arrêts sur images estime que les résultats de cette étude avaient « encore une fois, été relayés de manière partiale dans les médias », en retenant « un angle propre à allécher l'appétit médiatique », dénonçant par exemple un article du magazine Le Point, titré « 40 % des Gilets jaunes sont très complotistes »,.

### Complotisme et Covid-19, mars 2020
Les chercheurs Julien Giry et Emmanuel Kreis jugent ce sondage emblématique d'une tendance à l'inflation dans l'utilisation du qualificatif « complotiste », utilisé selon eux de manière abusive pour évoquer des théories seulement marginales. Cette tendance serait de plus en plus marquée dans le champ médiatique et académique.
Ces deux chercheurs comparent la méthodologie de l'enquête et celle d'une étude américaine portant sur le même thème, publiée par le Pew Research Center. Dans les deux enquêtes, les questions posées étaient les suivantes : « Est-ce que le Covid-19 est apparu de manière naturelle ? », ou « A-t-il été développé intentionnellement dans un laboratoire ?», « fabriqué accidentellement dans un laboratoire ? », « existe-t-il réellement ? » ; la possibilité était donnée de ne pas se prononcer. Alors que le Pew Research Center indique que 23 % des sondés américains « ont mentionné une théorie marginale apparue dans les médias et sur les réseaux sociaux », contre 43 % qui « ont répondu correctement qu’il était apparu probablement de manière naturelle », l'enquête française parle, quant à elle, de « théorie du complot » pour les réponses incorrectes. Julien Giry et Emmanuel Kreis soulignent le fait que dans le sondage, pourtant, « aucun item ne mentionne le moindre complot » ; étant donné l'état des connaissances en 2020, la thèse d'un développement en laboratoire faisait l'objet d'un débat, elle était minoritaire et inexacte.

### Complotisme et anti-masques, septembre 2020
Les biais méthodologiques d'une autre étude de la Fondation Jean-Jaurès, consacrée au profil des membres des groupes Facebook anti-masques français, et rendue publique au début du mois de septembre, ont aussi été critiqués dès sa sortie par un article d'Arrêt sur images. L'étude avait en particulier recouru à un questionnaire posté sur ces groupes Facebook, en laissant libre « qui le souhaitait d'y répondre ».

### Voile des étudiantes et parents d'élèves, 2021
Quelques semaines après l'assassinat le 16 octobre 2020 à Conflans-Sainte-Honorine, dans les Yvelines du professeur d’histoire-géographie Samuel Paty, l'Observatoire de l’éducation, qui dépend de la Fondation Jean-Jaurès, a lancé un « baromètre sur les enseignants », qui a publié en juillet 2021 une étude, réalisée avec l'Institut de sondages Ifop, dont elle conclut que « les enseignants semblent aujourd’hui imprégnés d’une vision très « juridique » et « minimaliste » de la laïcité ».
Malgré cela, le corps enseignant « apparaît dans cette enquête systématiquement plus favorable que le reste des Français au port de signes religieux », en raison de « la position des « jeunes profs » » conclut l'étude, en se basant en fait sur les réponses à deux questions non incluses dans les lois sur la laïcité: le port du voile pour les étudiantes majeures et celui des parents accompagnant une sortie scolaire, sur lequel un accrochage médiatique venait d'opposer en novembre 2019 le ministre de l'Éducation à la FCPE, première fédération des conseils de parents d'élèves avec 40 % des sièges dans les lycées et collèges, contre 10,6 % à la PEEP.
Malgré l'écrasante majorité favorable aux lois sur la laïcité, le quotidien Ouest-France se demande, à la publication de ce sondage, s'il s'agit « d'un manque de formation sur les principes qui régissent le statut de fonctionnaire » ou d'une « prise de position en connaissance de cause qui renvoie à une pénétration importante dans notre société comme dans la jeune génération ? », tandis que L'Express souligne « une rupture générationnelle, les plus âgés étant très attachés à la laïcité tandis que les plus jeunes sont dans une logique plus anglo-saxonne, plus libérale ».

### Pronostic sur la non conquête de mairies par EELV en 2020
Le 13 mars 2020, à l'avant-veille des élections municipales, Gilles Finchelstein, directeur général de la Fondation Jean-Jaurès, a publié une note pour « éclairer sur la possible surprise du parti Europe Écologie-Les Verts », alors porté par d'excellents sondages, en jugeant « hypothétique qu’il détienne un nombre substantiellement plus important de mairies à l’issue du second tour ». Pronostic démenti, quelques heures après le second tour, avec une trentaine de villes importantes prises par ce parti, dont 8 de plus de 100 000 habitants, avec Marseille, Lyon, Bordeaux, Strasbourg, Grenoble, Annecy, ou encore Besançon.

### Théorie du vote utile à la présidentielle 2022
Le 28 octobre 2021, une « étude pour la Fondation Jean-Jaurès (FJJ) » sur le thème du "Vote utile" fait la « Une » de nombreux médias, mais souvent au conditionnel et contestée par Anne Hidalgo, candidate PS qui le juge « pas sérieux » et risquant de « provoquer de grandes colères ». C'est la première à parler de « vote potentiel » et plus d'« intention de vote » pour un des sondages sur la présidentielle 2022.
La veille du 28 octobre, un dossier, distinct de cette étude, a été consacrée par la même FJJ à l'impact d'Éric Zemmour « sur le positionnement des autres candidats », mais sans mentionner l'étude qui sera publiée le lendemain.
Cette « étude pour la Fondation Jean-Jaurès » est en fait une simple « note pour la Fondation Jean-Jaurès » d'Adélaïde Zulfikarpasic, à en-tête de la Fondation Jean-Jaurès, de 5 pages et sans annexes. Elle est publiée sur son site internet, sans mentionner que l'auteure occupe le poste de directrice de BVA Opinion,. Dès ses deux premiers paragraphes, elle se réfère à un « sondage BVA paru le 14 octobre 2021 », deux semaines plus tôt, mais sans jamais préciser ses questions posées. Le sondage est présent depuis cette date sur le site de BVA, qui l'a réalisé pour la radio RTL et l'opérateur télécoms Orange, mais il ne mentionne pas les chiffres dont parle Adélaïde Zulfikarpasic dans sa note du 28 octobre.